# Dobovec pri Ponikvi
Dobovec pri Ponikvi – wieś w Słowenii, w gminie Šentjur. W 2018 roku liczyła 76 mieszkańców.